# Perrine Pelen
Perrine Pelen (Boulogne-Billancourt, 3 de julho de 1960) é um esquiador aposentado que conquistou 3 medalhas olímpicas (1 de prata e 2 de bronze), 1 Campeonato Mundial (3 medalhas no total), 1 Copa do Mundo de Esqui Alpino e 15 vitórias em Copas do Mundo. no esqui alpino (com um total de 43 pódios).
Perrine Pelen formou-se na HEC Paris em 1988.